# Eugyra hexarhiza
Eugyra hexarhiza är en sjöpungsart som beskrevs av Takasi Tokioka 1949. Eugyra hexarhiza ingår i släktet Eugyra och familjen kulsjöpungar. Inga underarter finns listade i Catalogue of Life.